# Ідзанаґі
Ідзанаґі (яп. イザナギ), Ідзанаґі-но Мікото — в сінтоїзмі бог творіння, чоловік богині Ідзанамі.

## Ідзанаґі та Ідзанамі
Ідзанаґі зі своєю сестрою Ідзанамі стояли на небесному ширяючому мості та дивилися вниз, питаючи один одного, чи є під ними земля. Щоб дізнатися це, вони опустили зроблений з коштовного каміння спис та виявили океан. Коли вони підняли спис, вода, яка стекла з нього, затверділа та обернулася на острів Оногородзіма (сам собою затверділий острів).
Тоді вони спустилися на той острів та встановили разом стовб на острові. Ідзанамі пішла навколо того стовба в одну сторону, Ідзанаґі — в іншу. Коли вони зустрілися, Ідзанамі сказана: «Як чудово. Я зустріла чарівного юнака». Однак, ця фраза розлютила Ідзанаґі, котрий сказав, що позаяк він чоловік, то за правом саме він повинен говорити першим, і запропонував обійти стовб ще раз. Коли вони знов зустрілися, він першим сказав: «Як чудово. Я зустрів чарівну дівчину», після чого вони одружилися.
Коли Ідзанамі створювала острови, моря, ріки, дерева, трави, вони разом з Ідзанаґі думала, що треба створити когось, хто міг би стати правителем всесвіту. Тоді народилася богиня Сонця Аматерасу. Другою дитиною Ідзанаґі та Ідзанамі був бог Місяця Цукуйомі, третьою — Сусаноо (поривчастий бог-чоловік). По іншій версії Аматерасу, Сусаноо та Цукуйомі були народжені з голови Ідзанаґі після відходу Ідзанамі в країну померлих Йомі.
Після народження бога-духа вогню Кагуцуті, Ідзанамі ослабнула та сильно захворіла. Дізнавшись про це, Ідзанаґі впав на коліна й плакав, але його печаль не могла їй допомогти, і вона віддалилася до країни Йомі, де царила вічна темрява.
Однак, Ідзанаґі не міг без неї жити і незабаром вирушив слідом за Ідзанамі. Коли він її знайшов, вона сказала, що Ідзанаґі прийшов занадто пізно, й попросила його не дивитися на неї. Однак, він не виконав цього прохання та запалив вогонь. Тоді замість жінки він побачив спливаючу гноєм тварюку, поряд з якою сиділи вісім втілень бога грому, а на нього втупилося втілення вогню, землі й гір.
Ідзанамі сильно розсердилася на Ідзанаґі та послала за ним вісім потворних жінок країни Йомі. Він дістав меча, біг від них. В один момент він кинув на бігу головну пов'язку, і коли вона перетворилася на гроно винограду, вісім потворних жінок зупинилися та стали його їсти. Тоді Ідзанамі сама кинулася наздоганяти Ідзанаґі. Однак, до того часу, Ідзанаґі вже дістався кордону між країною Йомі та останнім світом та загородив прохід між ними великою скелею. В той момент він відчув присутність Ідзанамі по іншу сторону скелі і запропонував їй розірвати їхній союз. Ідзанамі відповіла, що в такому випадку вона придушить усіх людей за один день, але Ідзанаґі відповів їй тим, що ладен створити за один день тисячу п'ятсот будинків для породіль.
Після свого повернення з країни Йомі, Ідзанаґі здійснив численні обмивання, тим самим породивши ще ряд богів.
Згідно з «Ніхонгі», після того, як божественне призначення Ідзанаґі було виконане, він зробив житло Темряви на острові Авадзі, де й перебуває досі в тиші і таємниці.